# Бобриця (притока Дніпра, Київська область)
Бобриця — річка в Україні, протікає територією Кагарлицького та Обухівського районів Київської області, права притока Дніпра. Назва походить від бобрів, що свого часу були поширені на річці.
Річка бере початок у центральній частині села Черняхів. У межах села на річці влаштовано 3 ставки, річка приймає 1 праву та 1 ліву притоки. Далі протікає через село Верем'я, де на річці влаштовано 2 ставки. У межах цього села річка приймає ще 3 притоки — 2 праві та 1 ліву. Між селами Верем'я та Жуківці на річці влаштовано 2 великих ставки, у другому ставку річка приймає 1 ліву притоку. У межах села Жуківці Бобриця приймає ще 2 лівих притоки.
Останні кілометри течії Бобриця тече в доволі глибокій улоговині, де приймає свою праву притоку Івковитиця.
Майже перед самим впадінням у Дніпро, за 500 метрів до гирла, Бобрицю перетинає автошлях Р19 (залізобетонний автомобільний міст). Місце впадіння Бобриці у Дніпро має вигляд невеликої затоки, що утворилася внаслідок створення Канівського водосховища.
Впадає у Дніпро між селами Трипілля та Халеп'я.